# Deutsch-italienische Flaggenaffäre
Die deutsch-italienische Flaggenaffäre war ein juristisch-diplomatischer Konflikt des Jahres 1934 zwischen dem nationalsozialistischen Deutschland und dem faschistischen Italien. Die Affäre endete mit einer juristischen Niederlage und öffentlichen Blamage des Deutschen Reiches, was die zu dieser Zeit schwierigen deutsch-italienischen Beziehungen weiter verschlechterte.

## Ausgangspunkt

Reichskriegsflagge 1903–1919

Ausgangspunkt des Streits war, dass der damals 25-jährige Jurist und Politologe Fritz G. A. Kraemer, ein politischer Emigrant aus Deutschland, in seinem Sommerurlaub 1934 im Golf von Sorrent wiederholt Kajak fuhr und sein Boot mit der kaiserlichen Reichskriegsflagge geschmückt hatte. Die sah der zufällig anwesende deutsche Marineattaché. Die Reichskriegsflagge war als ein Symbol des Wilhelminischen Deutschlands seit der „Machtergreifung“ der Nationalsozialisten im Deutschen Reich verboten, und so forderte der Diplomat die italienische Polizei auf, Kraemer dazu zu bewegen, die Flagge zu entfernen, was dieser jedoch verweigerte.

## Eskalation
Mit dieser Weigerung gab sich die Deutsche Botschaft in Rom (Botschafter Ulrich von Hassell) nicht zufrieden, sondern erhob förmlichen Protest beim italienischen Außenministerium wegen „Beleidigung“ des Reiches. Die italienischen Behörden lenkten zunächst ein und wiesen Kraemer an, die Flagge zu entfernen. Dies verweigerte Kraemer jedoch und klagte vor italienischen Gerichten. Er sei völkerrechtlich dazu berechtigt, auch in Territorialgewässern seine eigene Flagge an seinem Boot zu führen. Der Fall ging bis vor das oberste Gericht und endete mit einem Erfolg Kraemers. Der Fall hatte inzwischen in Italien für viele Schlagzeilen gesorgt, die Niederlage des Deutschen Reiches gegen einen 25-jährigen Wissenschaftler machte das NS-Regime in Italien zum Gespött.

## Hintergrund
Die juristische Niederlage gegen Fritz Kraemer war für das NS-Regime aus mehreren Gründen besonders peinlich. Kraemer war 1931 von der Universität Frankfurt am Main mit einer Arbeit zu einem völkerrechtlichen Thema promoviert worden und arbeitete danach für den vom NS-Regime scharf abgelehnten Völkerbund in Genf. Auch Kraemers Vater Georg Kraemer war Jurist (Erster Staatsanwalt in Koblenz); der damals 62-Jährige war als Student zum Protestantismus konvertiert, aber im Sinne der NS-Ideologie „Volljude“ gemäß den im darauffolgenden Jahr verabschiedeten Nürnberger Gesetzen. Als Veteran des Ersten Weltkrieges konnte er wegen des von Hindenburg durchgesetzten „Frontkämpferprivilegs“ zunächst im Staatsdienst verbleiben. Außerdem waren die deutsch-italienischen Beziehungen im Jahre 1934 – zwei Jahre vor Bildung der Achse – sehr angespannt. Mussolini hatte Ende Juli dieses Jahres vor dem Hintergrund des Südtirol-Konflikts Hitler noch mit Krieg gedroht, falls dieser versuchen sollte, in Österreich ein NS-Regime zu installieren (vgl. Juliputsch).

## Folgen
Eine Folge war, dass Kraemer nach der Bildung der deutsch-italienischen Achse im Herbst 1936 in Italien, wo er 1935 seine zweite Promotion abgeschlossen hatte, nicht mehr sicher war. Er emigrierte darum weiter in das Vereinigte Königreich und 1939 in die Vereinigten Staaten. Seine in Deutschland zurückgebliebene Frau – eine Schwedin – und das gemeinsame Kind blieben dennoch in den darauffolgenden Jahren von Verfolgungsmaßnahmen verschont, vermutlich wegen ihrer internationalen Kontakte. Die Flaggenaffäre von 1934 erleichterte es Kraemer bedeutend, nach seiner Emigration in die Vereinigten Staaten und seinem Militärdienst in der US Army als Strategieberater im Verteidigungsministerium der Vereinigten Staaten arbeiten zu können.